# Waldemar Young
Waldemar Young (Salt Lake City, 1 de juliol de 1878 - Hollywood, 30 d'agost de 1938) va ser un guionista estatunidenc. Va escriure per a més de 80 pel·lícules entre 1917 i 1938.

## Biografia
Era net de Brigham Young. i germà de Mahonri Young.
Young es va incorporar al personal del Salt Lake Herald després de graduar-se a l'escola secundària. Després va anar a la Universitat Stanford a partir del 1900. A Stanford, va jugar a l'equip de futbol. Es va llicenciar en anglès però també va estudiar economia i història. Young no va acabar els seus estudis a Stanford. En canvi, va treballar amb el San Francisco Chronicle i el San Francisco Examiner .
El 1912, Young es va casar amb Elizabeth Haight, que era una neboda del primer líder mormó de Califòrnia, Sam Brannan. Young va començar al cinema escrivint rutines de comèdia per a Franklyn Farnum i Agnes Vernon.
A la dècada de 1920, va treballar sovint en pel·lícules amb Lon Chaney, Tod Browning i el seu muntador Errol Taggart.
A la dècada de 1930, Young va escriure diversos guions per a Cecil B. DeMille.
Va morir a Hollywood d'una pneumònia.

## Filmografia parcial
- The Car of Chance (1917)
- The Man Trap (1917)
- The High Sign (1917)
- The Clean-Up (1917)
- The Show Down (1917)
- A Stormy Knight (1917)
- Flirting with Death (1917)
- New Love for Old (1918)
- The Flash of Fate (1918)
- Brace Up (1918)
- Fast Company (1918)
- The Wicked Darling (1919)
- The Unpainted Woman (1919)
- The Millionaire Pirate (1919)
- The Spitfire of Seville (1919)
- The Petal on the Current (1919)
- The Sundown Trail (1919)
- Bonnie Bonnie Lassie (1919)
- Suds (1920)
- The Inferior Sex (1920)
- The Girl in the Web (1920)
- The Off-Shore Pirate (1921)
- Experience (1921)
- Cappy Ricks (1921)
- A Prince There Was (1921)
- Ebb Tide (1922)
- Our Leading Citizen (1922)
- If You Believe It, It's So (1922)
- Burning Sands (1922)
- Java Head (1923)
- You Can't Fool Your Wife (1923)
- Salomy Jane (1923)
- Poisoned Paradise: The Forbidden Story of Monte Carlo (1924)
- Dorothy Vernon of Haddon Hall (1924)
- The Dixie Handicap (1924)
- The Great Divide (1925)
- The Unholy Three (1925)
- The Mystic (1925)
- The Blackbird (1926)
- The Flaming Forest (1926)
- The Show (1927)
- Women Love Diamonds (1927)
- The Unknown (1927)
- London After Midnight (1927)
- The Trail of '98 (1928)
- The Big City (1928)
- Tide of Empire (1929)
- Where East Is East (1929)
- Sally (1929)
- Ladies Love Brutes (1930)
- The Girl of the Golden West (1930)
- Chances (1931)
- Penrod and Sam (1931)
- The Miracle Man (1932)
- Sinners in the Sun (1932)
- Love Me Tonight (1932)
- The Sign of the Cross (1932)
- Island of Lost Souls (1932)
- Men in White (1934)
- Cleopatra (1934)
- The Lives of a Bengal Lancer (1935)
- Poppy (1936)
- Man-Proof (1938)
- Test Pilot (1938)